# Johnny und die Sprites
Johnny und die Sprites ist eine Musicalsendung für Vorschüler, die auf Disney Channel und Playhouse Disney gesendet wird. Die Idee zur Sendung stammt von John Tartaglia, der in der Sendung auch selbst mitspielt. Das Lied zur Sendung wurde von Stephen Schwartz geschrieben. Die Sendung lief am 10. Juni 2007 zum ersten Mal in Deutschland und wurde vom Disney Channel ausgestrahlt.

## Handlung
Die Sendung handelt von einem Liedermacher, der in einem Haus einzieht, das einst seinem Großonkel gehörte. Dort entdeckte er magische Figuren, die „Sprites“ (engl. „Kobolde, Elfen“).

## Charaktere
- Johnny ist ein junger Komponist, der in das Haus von seinem Onkel eingezogen ist.
- Gwen ist Johnnys Nachbarin. Sie versucht immer etwas Neues und hat oft unterschiedliche Berufe, wenn sie Johnny besucht.
- Veilchen ist eine rosa-lila Luftkoboldin, die eine couragierte und sportliche Einstellung hat.
- Rübe ist ein grün-gelber Erdenkobold mit einer Brille. Er ist sehr klug und weiß wirklich viel über die Geschichte der Kobolde und den Gartenbau.
- Lilie ist eine blaue Wasserkoboldin, die Spanisch beherrscht und sich für die Natur einsetzt.
- Wurzel ist der jüngste und schüchternste Kobold. Wurzel ist ein Erdenkoboldbaby, aber er kann schon Gemüse mit Unterhaltung zum Wachsen bringen.
- Sage ist der älteste und weiseste Kobold. Wenn die Kobolde einen Rat brauchen, dann gehen sie immer zu Sage und fragen ihn nach einer Lösung.
- Seymour ist kein Kobold, aber ein Schmole (ein sprechender lila Maulwurf). Er lebt unter dem Hinterhof von Johnny und hat meist Hunger.
- Fuzzies ist ein kleines buntes Wesen, das mit den Kobolden lebt und Spaß dabei hat, dass sie mit Johnny abhängen kann.